# Prosopocoilus antilopus
Prosopocoilus antilopus es una especie de coleóptero de la familia Lucanidae. Presenta las siguientes subespecies:
- Prosopocoilus antilopus antilopus
- Prosopocoilus antilopus beisa
- Prosopocoilus antilopus insulanus

Habita en África, particularmente Senegal, Guinea, Sierra Leona, Liberia, Costa de Marfil, Ghana, Camerún y Guinea Ecuatorial.

## Distribución geográfica
Habita en Etiopía.